# Сочинский автобус
Со́чинский авто́бус — основной вид городского транспорта в городе Сочи, Краснодарский край, Россия, осуществляющий пассажирские перевозки по всей протяжённой территории города. В советское время большинство подвижного состава составляли «Икарусы» большой и особо большой вместимости. В постсоветское время, в основном за счёт частных владельцев, резко увеличилась доля автобусов малой и особо малой вместимости. С 2013 года перевозки осуществляют только муниципальные предприятия. С 2013 года количество маршрутов сократилось с 80 до 50. По состоянию на 2022 год действовал 121 маршрут.

## История

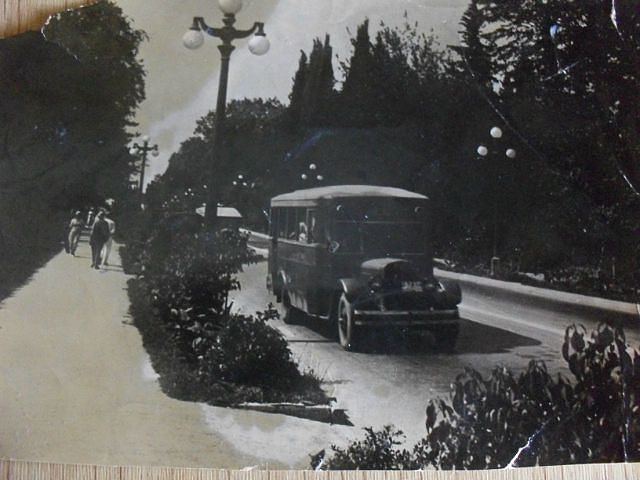
Городской автобус в Сочи. 1937 год

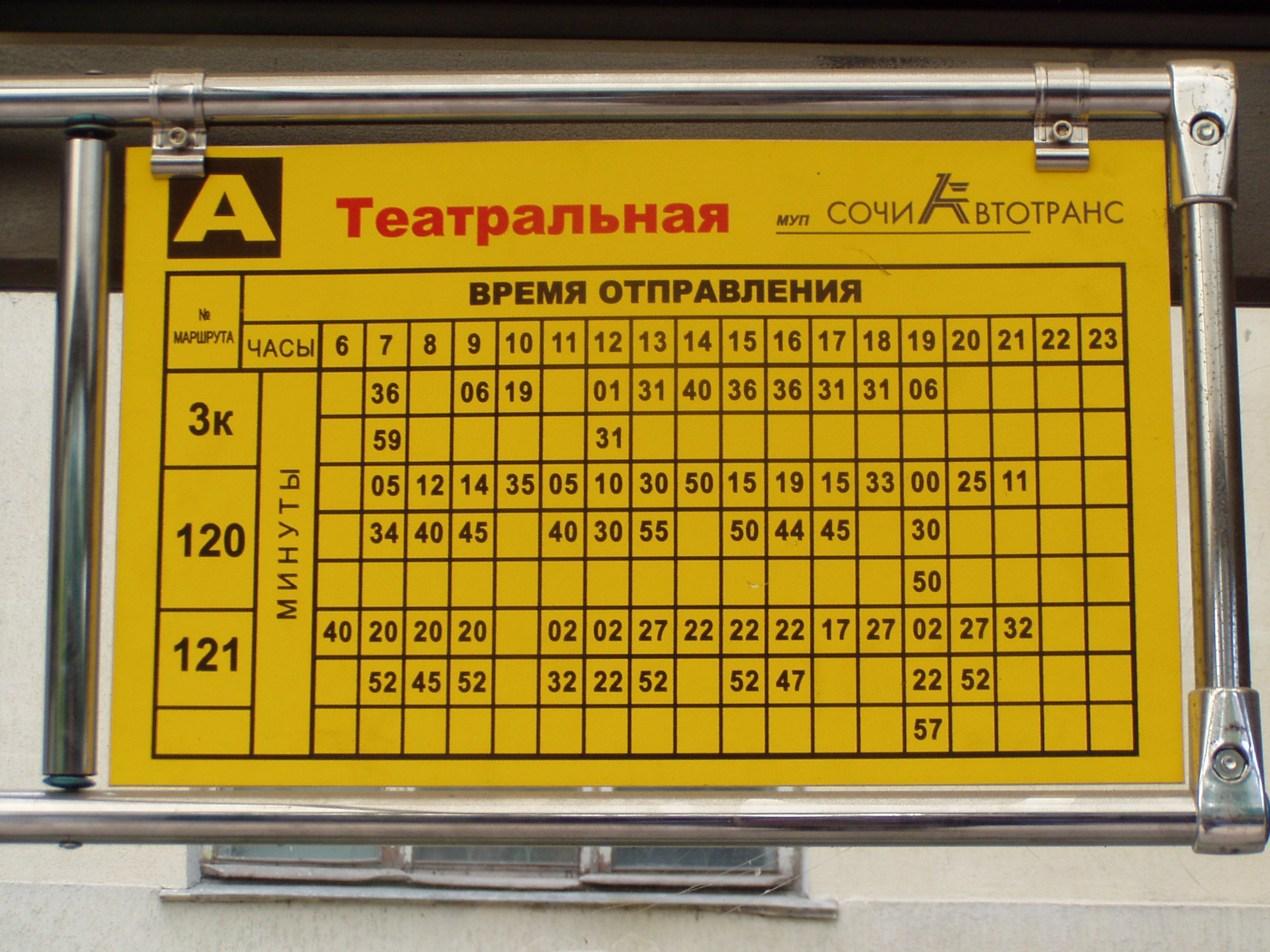
Расписание городского автобуса в Сочи

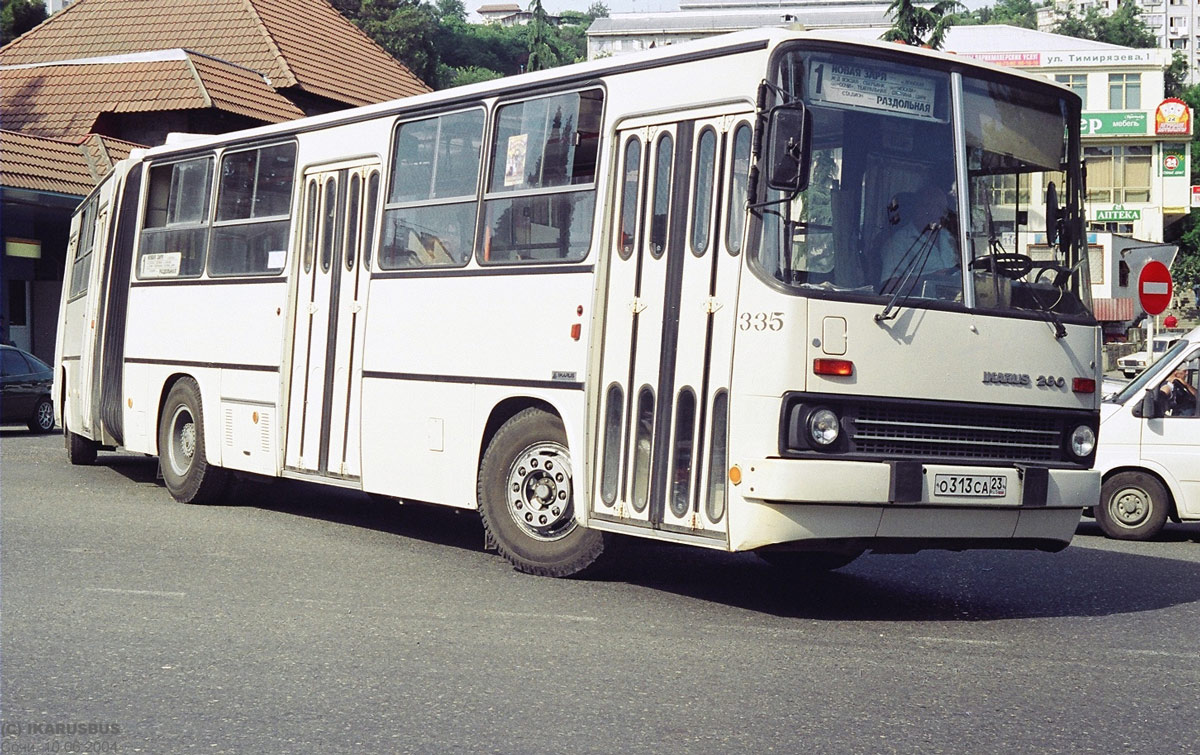
Городской автобус в Сочи. 2004 год

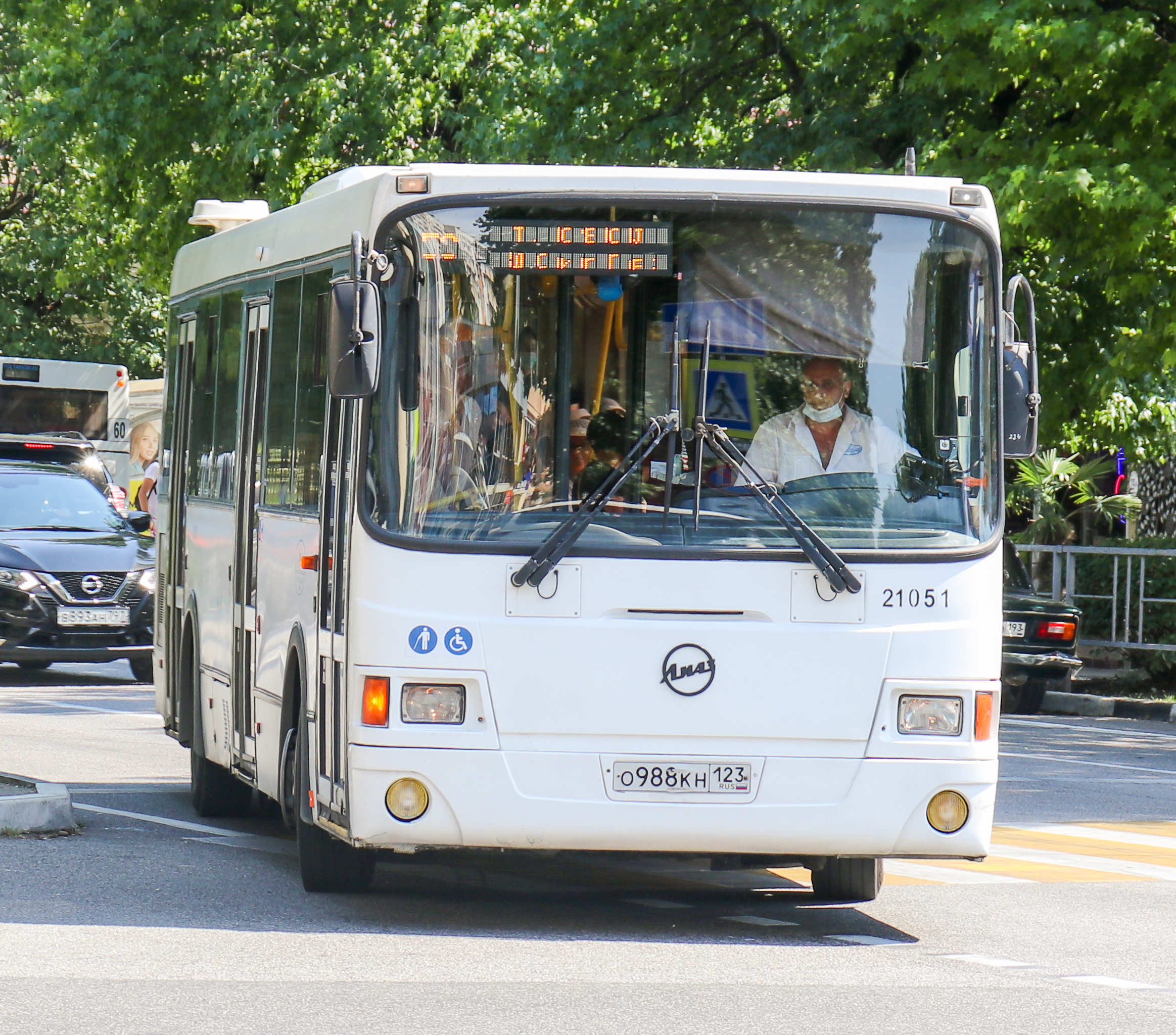
Городской автобус в Сочи. 2021 год

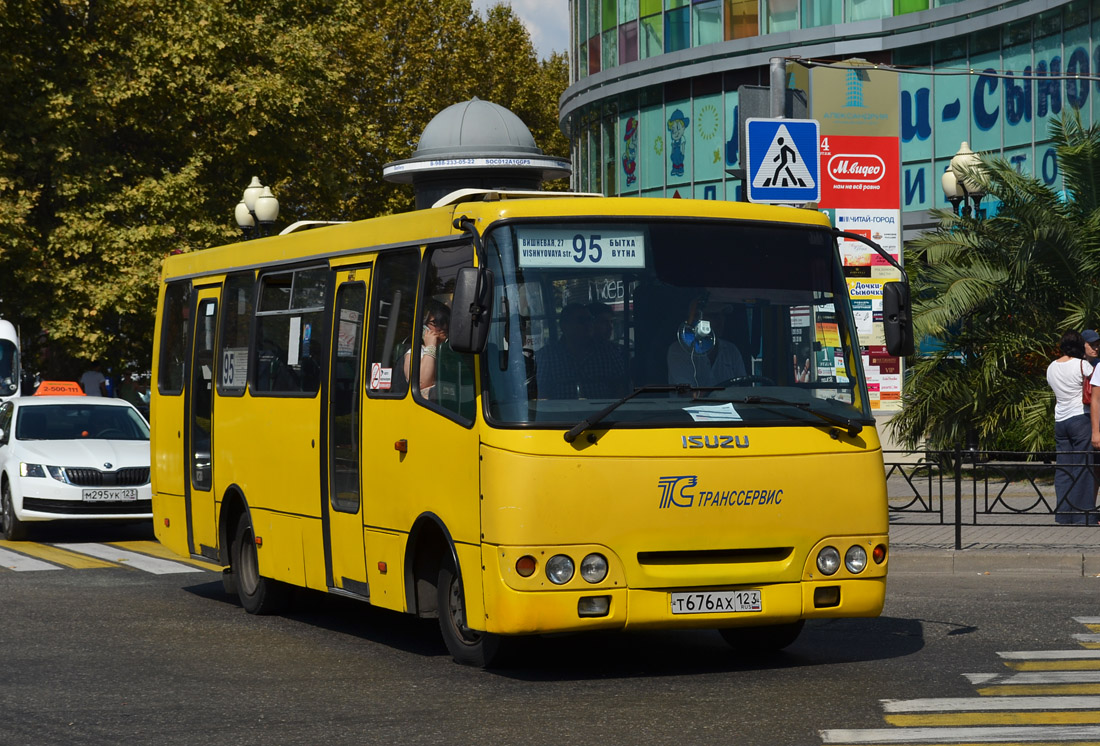
Городской автобус в Сочи. 2018 год

Первый автомобиль вообще на территории Сочи появился в 1906—1907 и принадлежал принцу А. П. Ольденбургскому. 30 марта (12 апреля) 1910 года инженером Белобородовым открыто регулярное сквозное автомобильное движение между Сочи и Сухумом. В 1914 появился первый автобус французской фирмы Renault, которым владел сочинец по фамилии Жано. Он совершал рейсы из Сочи в Адлер. В 1913 открыто движение на автомобиле «Омнибус» между Сочи и Гаграми. В 1916 уже существовало регулярное пассажирское сообщение с Новороссийском и Сухумом.
В 1994 пассажирские перевозки в Сочи осуществляли 6 пассажирских автотранспортных предприятий системы «Сочиавтотранс». Тогда при списочном парке в 675 автобусов ежедневно на маршруты выходило по 370 автобусов, они работали на 63 городских и 35 пригородных маршрутах, ежедневно перевозились по 323 тыс. человек.
С 1 января 2013 в связи с подготовкой к Зимней Олимпиаде-2014 и выделением 108 новых автобусов марки ЛиАЗ-5293, соответствующих классу Евро-4, произошла «оптимизация» автобусных маршрутов, приведшая к серьезным проблемам.
К началу чемпионату мира по футболу в 2018 году власти города обещали приобрести ещё от 200 до 300 автобусов, которые будут работать на газовом топливе (метане).
с 1 января 2022 года маршруты автобусов, заходящих на Федеральную территорию Сириус, были переименованы. К двузначным маршрутам добавили цифру 5, а у трёхзначных поменяли цифру 1 на 5.

## Автобусные и таксомоторные парки
- ООО «ТС-6» (Пластунская улица, 151/5)
- МУП «Сочиавтотранс» (улица Макаренко, 6/14)
- ООО «Транс-Балт» (Гатчина, улица Хохлова, 6ж)
- ООО «Автотранспортник» (Авиационная улица, 3а)
- ООО «Бумер» (улица Джапаридзе, 1/3)
- ООО «Трасса» (Виноградный переулок, 2а)
- ООО «Экспресс-Авто» (Кипарисовая улица, 4)

## Автовокзал и автостанции
- Центральный автовокзал — улица Горького, 56а
- Автостанция «Адлер» — Демократическая улица, улица Кирова
- Автостанция «Аэропорт» — Аэропорт «Сочи»
- Автостанция «Лазаревское» — улица Лазарева
- Автостанция «Хоста» — Платановая улица
- Автостанция «Дагомыс» — Батумское шоссе
- Автостанция «Головинка» — Центральная улица
- Автостанция «Лоо» — улица Декабристов
- Автостанция «Мацеста» — аллея Челтехнема

## Автобусные маршруты[6]
В городе курсируют автобусы с одно-, двух- и трёхзначными номерами маршрутов. Номера маршрутов автобусов с 1 по 99 принадлежат городским маршрутам с единой стоимостью проезда. Номера от 100 и далее — пригородным маршрутам, где стоимость проезда зависит от расстояния. Номера от 500 и далее маршруты проходящим по ФТ Сириус. Кроме того, 18 января 2013 введен перечень пригородных маршрутов № 201—236, функционирование которых обусловлено социальной необходимостью. 

## Хронология изменения тарифов
С 1 ноября 1981 года оплата в автобусах стала осуществляться при помощи талонов и компостеров.
| Год     | Дата изменения тарифа | Стоимость проезда, ₽ |
| ------- | --------------------- | -------------------- |
| до 1992 |                       | 0,05                 |
| 1993    | с 1993 года           | 0,20                 |
| 1998    | с 1998 года           | 1,50                 |
| 2003    | 12 мая 2003 года      | 4                    |
| 2005    | 4 марта 2005 года     | 5                    |
| 2008    | 9 января 2008 года    | 6                    |
| 2008    | 17 ноября 2008 года   | 9                    |
| 2011    | 20 декабря 2011 года  | 12                   |
| 2013    | 23 января 2013 года   | 16                   |
| 2013    | 7 декабря 2013 года   | 17                   |
| 2015    | 27 апреля 2015 года   | 19                   |
| 2017    | 1 октября 2017 года   | 22                   |
| 2019    | 10 января 2019 года   | 26                   |
| 2020    | 1 ноября 2020 года    | 28                   |
| 2022    | 12 марта 2022 года    | 30                   |

С 20 августа 2022 года была запущена школьная транспортная карта.

## Подвижной состав

### МУП «Сочиавтотранс»
- ЛиАЗ-5293 (57 машин)
- ЛиАЗ-5292.60 (56 машин)
- Volgabus-5270 (25 машин)
- МАЗ-103 (41 машина)
- МАЗ-203 (50 машины)
- МАЗ-206 (129 машин)
- АКСМ-Е321 (10 электробусов)

### Частные перевозчики
- ГАЗель City
- ПАЗ-3203
- ПАЗ-3204
- Богдан А092
- Богдан А201
- Hyundai County
- СИМАЗ-2258

## История подвижного состава
- В 1902 было открыто автобусное сообщение в городе Сочи. На линию выходило около 10 машин в день.
- В 1973 Сочи приобрел 34 автобуса марки Ikarus 280.
- К 1997 году подвижной состав сократился, в парке осталось около 60 машин.
- В 2001 году приобретено 2 автобуса МАЗ-103[17].
- В 2008 году было приобретено 20 автобусов МАЗ-206 и 80 машин МАЗ-103.
- В 2013 году закуплено 108 машин марки ЛиАЗ-5293.
- В 2014 году было приобретено 40 автобусов МАЗ-206.
- В 2019 году приобретено 100 машин марки ПАЗ-3204 и 20 автобусов ЛиАЗ-5292.
- В 2021 году был приобретен АКСМ-Е321 (1 электробус).

С 2022 года все автобусы приобретаются на газе и с валидаторами.
- В 2022 году было приобретено 26 машин ЛиАЗ-5292.67.
- В 2023 году было приобретено 25 машин Volgabus-5270.G4.
- В 2024 году был приобретен 33 машины МАЗ-203.C65.